# LAGRANGE POINT
LAGRANGE POINT(ラグランジュ ポイント)は、Rejetによる”太陽（あさ）から月（ばん）まで愛を囁くアイドル”をコンセプトに作られた架空のアイドルユニット。
架空の事務所であるピタゴラスプロダクションに所属。通称はラグポ。 

## 概要
MARGINAL＃4のゲーム化に伴って、タレントとしてマルチな活動を続けてきたが2014年から歌手活動をはじめた先輩アイドルユニットとして2014年2月に登場。
マネージャーは張皐月（声 - 津田健次郎）が担当している。LAGRANGE POINTのファンは「ラグジュリエット」と呼称される。

## メンバー
高校生の頃には忙しくて学校行事もあまり参加できなかった。その事に悔いはないが、後輩達には高校生活でしかできない経験をしてほしいと慮った。コール＆レスポンスは「太陽(あさ)から」（シャイ）「月(ばん)まで」（キラ）「LOVE2 YOU」（メンバー全員）「いただきます！」（観客）。
牧島 シャイ（マキシマ シャイ）
声 - 豊永利行
19歳。10月22日生まれ。177cm。59kg。O型。
星座：てんびん座 / 好きな食べ物：シナモンロール / 大切なもの：事務所 / 趣味：ラクロス / 得意教科：グラマー（英文）
夜空に光り輝く月の王子がキャッチコピー。LAGRANGE POINTのリーダー。ストイックな性格。穏やかだが、男らしい一面も持ち合わせている。
緋室 キラ（ヒムロ キラ）
声 - 大河元気
19歳。5月5日生まれ。179cm。63kg。B型。
星座：おうし座 / 好きな食べ物：チキンカレー / 大切なもの：努力 / 趣味：スポーツ / 得意教科： …（無言）
星に光を与える太陽の王子がキャッチコピー。ワイルドな性格。FPSにハマっており、アトム達の文化祭でも射撃に夢中になっていた。

## 音楽CD

### シングル
|     | 発売日         | タイトル                                                    |
| --- | -------------- | ----------------------------------------------------------- |
| 1st | 2014年8月13日  | Catastrophe カタストロフィ                                  |
| 2nd | 2014年10月15日 | BLACK SWAN                                                  |
| 3rd | 2015年1月14日  | 愛、独裁-SAMURAI-                                           |
| 4th | 2015年6月10日  | Beautiful Phantom                                           |
| 5th | 2015年10月14日 | 愛という言葉を憎む日々が永久に続いてもオレを赦してくれ      |
| 6th | 2016年2月10日  | PRISONER                                                    |
| 7th | 2018年8月22日  | シンギュラリティ                                            |
| 8th | 2021年12月22日 | ピタゴラスプロダクション Shining Stage Vol.3 LAGRANGE POINT |

#### ソロシングル
| 発売日        | タイトル                                                                    |
| ------------- | --------------------------------------------------------------------------- |
| 2019年4月17日 | ピタゴラスプロダクション GALACTI9★SONGシリーズ #5「Afraid No.7」緋室キラ    |
| 2019年5月15日 | ピタゴラスプロダクション GALACTI9★SONGシリーズ #6「ポートレイト」牧島シャイ |

### アルバム
|            | 発売日         | タイトル                                    |
| ---------- | -------------- | ------------------------------------------- |
| 1st        | 2015年4月8日   | THE BEST 「Lagjuliet」                      |
| 2nd        | 2016年5月25日  | THE BEST 「LAGJULIETⅡ」                     |
| [ 注釈 2 ] | 2020年3月25日  | ピタゴラスインフィニティベスト"L"(4+2+3=9)∞ |
| [ 注釈 3 ] | 2020年12月23日 | ピタゴラスプロダクション ONE DREAM          |

### シャッフルユニット
CDと配信は通算とする。MARGINAL＃4#シャッフルユニットでのメンバーも参照。

#### シングル (シャッフルユニット)
|      | 発売日        | タイトル            |
| CD   | CD            | CD                  |
| ---- | ------------- | ------------------- |
| 1st  | 2016年4月13日 | ビバ★ラッ★チュ      |
| 2nd  | 2016年7月13日 | サマジェラ          |
| 配信 |               |                     |
| 3rd  | 2020年6月5日  | Wake Upじゃまいか!? |
| 4th  | 2020年7月17日 | Still Green         |

|      | 発売日        | タイトル         |
| CD   | CD            | CD               |
| ---- | ------------- | ---------------- |
| 1st  | 2016年5月11日 | 星だけが知る     |
| 2nd  | 2016年8月10日 | カナリヤ         |
| 配信 |               |                  |
| 3rd  | 2020年6月19日 | サジタリウス     |
| 4th  | 2020年8月7日  | リトルジャーニー |

#### アルバム (シャッフルユニット)
|     | 発売日        | タイトル                              |
| --- | ------------- | ------------------------------------- |
| 1st | 2017年6月21日 | ピタゴラスプロダクション SHUFFLE BEST |

### スペクタクルツアー ライブ
メンバーはMARGINAL＃4#スペクタクルツアーでのメンバーを参照。スペクタクルツアーのドラマCDは#スペクタクルツアー シアターを参照。
| 発売日         | タイトル                                             |
| -------------- | ---------------------------------------------------- |
| 2017年10月25日 | ピタゴラス スペクタクルツアー ライブ Vol.1「西遊記」 |

| 発売日         | タイトル                                                  |
| -------------- | --------------------------------------------------------- |
| 2017年11月22日 | ピタゴラス スペクタクルツアー ライブ Vol.2「STARGAZER Z」 |

### 音楽配信
- ピタゴラス★オールスター
  - 「奇跡の星座（Sign）」（2016年2月7日配信開始）
  - 「Pure Lip♥」[注釈 4]（2022年3月8日配信開始）

## シチュエーションCD
| 発売日         | タイトル                                                                              |
| -------------- | ------------------------------------------------------------------------------------- |
| 2017年6月21日  | キミのハートにKISSを届けるCD 「IDOL OF STARLIGHT KISS」 Vol.3 シャイ&キラ             |
| 2017年11月22日 | キミのハートにKISSを届けるCD 「IDOL OF STARLIGHT KISS 2」 Vol.2 シャイ&キラ           |
| 2018年3月21日  | 夜空に輝く星(アイドル)とふたりきりで過ごすCD 「MARGINAL#4 Starry Lover」 Vol.1 シャイ |
| 2018年4月18日  | 夜空に輝く星(アイドル)とふたりきりで過ごすCD 「MARGINAL#4 Starry Lover」 Vol.2 キラ   |

## ドラマCD
| 発売日         | タイトル                                                |
| -------------- | ------------------------------------------------------- |
| 2015年2月11日  | MARGINAL#4 ドラマCD〜星降る夜の、スイートバレンタイン〜 |
| 2016年10月12日 | MARGINAL#4 ドラマCD〜星降る夜の、ハロウィンパーティー〜 |
| 2016年11月9日  | MARGINAL#4 ドラマCD〜星降る夜が、起こした4つの奇跡〜    |
| 2016年12月14日 | MARGINAL#4 ドラマCD〜星降る夜の、クリスマス〜           |

### スペクタクルツアー シアター
メンバーはMARGINAL＃4#スペクタクルツアーでのメンバーを参照。スペクタクルツアーの楽曲CDは#スペクタクルツアー ライブを参照。
| 発売日         | タイトル                                               |
| -------------- | ------------------------------------------------------ |
| 2017年10月25日 | ピタゴラス スペクタクルツアー シアター Vol.1「西遊記」 |

| 発売日         | タイトル                                                    |
| -------------- | ----------------------------------------------------------- |
| 2017年11月22日 | ピタゴラス スペクタクルツアー シアター Vol.2「STARGAZER Z」 |

## ゲーム
MARGINAL#4 IDOL OF SUPERNOVA
2014年11月13日にアイディアファクトリーのオトメイトブランドより発売されたPlayStation Vita用ゲームソフト。
MARGINAL#4 ROAD TO GALAXY
2017年5月25日にアイディアファクトリーのオトメイトブランドより発売されたPS Vita用ゲームソフト。

## ライブイベント
LAGRANGE POINT単独ライブ「Dear Princess」
2019年11月17日に舞浜アンフィシアターを会場に＜DAY＞と＜NIGHT＞の2部制で行われた。出演者はLAGRANGE POINTのメンバーのキャスト。ゲスト出演にUNICORN Jr.のメンバーのキャストも登場。

## ファンミーティング
ピタゴラスファン感謝祭｢FAN SPACE SHIP for Lagjuliet & UNICORN MATE」
2020年10月11日に東京国際フォーラム ホールCを会場に2部制で行われた。出演者はLAGRANGE POINTとUNICORN Jr.のメンバーのキャスト。
第1弾『ピタゴラスファン感謝祭｢FAN SPACE SHIP for STAR CLUSTER」』第3弾には出演していない。

## インターネット番組
『ピタゴラス HOUSE へようこそ!』はRejet公式YouTubeのチャンネルにて2021年8月5日に配信された。 MARGINAL＃4、LAGRANGE POINT、UNICORN Jr.の各リーダーのキャストが出演。